# Dwergzaagstaartkathaai
De dwergzaagstaartkathaai (Galeus schultzi) is een vissensoort uit de familie van de Pentanchidae. De wetenschappelijke naam van de soort is voor het eerst geldig gepubliceerd in 1979 door Springer.